# 2012년 부르가스 버스 폭탄 테러
2012년 7월 18일 불가리아 부르가스에서 폭탄 테러가 발생하였다. 이 테러는 부르가스 공항 외에 있던 공항버스에서 일어난 것으로, 이스라엘인 단체 관광객을 노린 것이였다.

## 같이 보기
- 불가리아 유대인